# Bà Triệu
Bà Triệu (Chữ Nôm: 婆趙, [ɓàː t͡ɕiə̂ˀu], lett. "Signora Triệu") o Triệu Ẩu (Chữ Nôm: 趙嫗, [ t͡ɕiə̂ˀu ʔə̂u]) (2 ottobre 226 – Distretto di Hậu Lộc, 4 aprile 248) è stata una condottiera ribelle vietnamita del III secolo che riuscì, per un certo periodo, a resistere al dominio della dinastia cinese orientale Wu.
È anche chiamata Triệu Thị Trinh, anche se il suo vero nome è sconosciuto. Si dice che abbia detto: "Vorrei cavalcare le tempeste, uccidere le orche in mare aperto, scacciare gli aggressori, riconquistare il Paese, sciogliere i legami della servitù e non piegare mai la schiena per essere la concubina di qualunque uomo." La rivolta di Bà Triệu è solitamente descritta nella moderna storia nazionale vietnamita come uno dei tanti capitoli che costituiscono una "lunga lotta per l'indipendenza nazionale per porre fine alla dominazione straniera". È anche conosciuta come Lệ Hải Bà Vương (Chữ nho: 麗海婆王, lett. "La bella signora re del mare").

## Contesto storico
Nel 226 l'imperatore Sun Quan inviò 3 000 soldati per riaffermare il controllo diretto cinese su Jiaozhi e anche per sradicare la famiglia Shi Xie. Le forze di Sun Quan catturarono e decapitarono Shi Hui insieme a tutta la sua famiglia, quindi presero d'assalto Jiuzhen e uccisero diecimila persone, insieme ai membri sopravvissuti della famiglia di Shi Xie. Sun Quan divise Jiaozhi in due province separate, Jiaozhou e Guangzhou. Nel 231, il Wu orientale inviò nuovamente un generale a Jiuzhen per "sterminare e pacificare le barbare tribù Yue".

## Biografia
Nel 248 la popolazione dei distretti di Jiaozhi e Jiuzhen della provincia di Jiaozhou si ribellò contro i cinesi Wu. Una donna locale di nome Triệu Ẩu guidò la ribellione a Jiuzhen, seguita da un centinaio di capi guidati da cinquantamila famiglie nella sua rivolta. Il Wu orientale inviò Lu Yin a ocuparsi dei ribelli e mise a morte Bà Trieu dopo diversi mesi di guerra. Sebbene i documenti cinesi non menzionassero Bà Trieu, fu descritta da Le Tac, uno studioso vietnamita del XIII secolo esiliato nella Cina Yuan nel suo Annan zhilue come una donna che aveva seni lunghi un metro e combatteva su un elefante in battaglia. K. W. Taylor ha sostenuto che "la resistenza di Bà Trieu era per loro (cinesi) semplicemente una sorta di barbarie ostinata che venne spazzata via come ovvio e non aveva alcun interesse storico". Catherine Churchman (2016) indica che Taylor si sbaglia sul fatto che i documenti cinesi non la menzionino. Secondo Churchman, la documentazione più antica e anche più dettagliata di Bà Trieu proveniva da Jiaozhou ji di Liu Xinqi, ed era citata nel Taiping Yulan (c. 980), che era il testo di partenza per tutti i resoconti successivi.

### Intervento di Jin
Nel 263 Lu Xing (呂興), un funzionario della prefettura di Jiaozhou, ottenne il sostegno della popolazione locale e dei soldati, uccidendo gli amministratori Wu Sun Xu (孫諝) e Deng Xun (鄧荀), quindi inviò legati a Cao Wei richiedendo assistenza militare. Jiaozhi, Jiuzhen e Rinan furono trasferiti a Wei. Nel 265 la dinastia Jin (266–420) sostituì Cao Wei, inviando immediatamente Yang Chi ad annettere Jiaozhou con il sostegno locale. Nel 268 Wu inviò due generali, Liu Chun e Hsiu Tse a riconquistare Jiaozhou, ma furono respinti dagli eserciti Jin. Nel 270 gli eserciti Jin e Wu si scontrarono a Hepu. Tao Huang, il generale dei Wu, contattò Luong Ky, un comandante locale che collaborava con i Jin e lo convinse a passare dalla parte dei Wu, consentendo all'esercito Wu di riconquistare i porti e le principali città di Jiaozhi nel 271. I combattimenti continuarono nelle campagne fino al 280, quando Jin distrusse i Wu, riunificando la Cina.

## Resoconto vietnamita

### Tradizionale
Đại Việt sử ký toàn thư (大越史記全書, lett. "Annali completi del Grande Viet"), scritto durante la dinastia Lê, riporta quanto segue su Bà Trieu:
L'anno Mậu Thìn, [248], (11º anno dell'imperatore Diên Hy di Han (Han Yanxi 漢延熙); 11º anno di Xích Ô (Chiwu 赤烏)). La gente di Cửu Chân (Jiuzhen 九真) attaccò nuovamente le cittadelle, la prefettura era in ribellione. Il re Wu nominò il segretaria imperiale di Hành Dương Lục Dận [Lu Yin] (alcune fonti dicono Lục Thương [Lu Shang]) all'ispettorato di Jiaozhou. Dận arrivò, usò il rispetto della gente per lui per chiamarla a deporre le armi, la gente si arrese, contando più di 30 000 famiglie, e la prefettura fu di nuovo pacifica. Successivamente, una donna della comanderia di Cửu Chân chiamata Triệu Ẩu radunò le persone e attaccò diverse comanderie (Ẩu ha i seni lunghi 3 thước [1,2 m], li lega dietro la schiena, spesso cavalca elefanti per combattere). Dận fu in grado di sottometterla. (I documenti di Giao Chỉ scrivono solo: Sulle montagne della comanderia di Cửu Chân c'era una giovane donna soprannominata Triệu, con seni lunghi 3 thước, nubile, radunava la gente e derubava le commende, spesso indossava tuniche grossolane dorate e calzature dentellate (o calzature dentellate realizzate dalle rozze vesti dorate?), e combatté seduta sulla testa di un elefante, dopo la morte divenne immortale).

### Moderno
Việt Nam sử lược ("Una breve storia del Vietnam"), un libro di storia scritto all'inizio del XX secolo dallo storico vietnamita Trần Trọng Kim, riporta quanto segue su Bà Trieu:
In quest'anno nella prefettura di Cửu Chân, c'era una donna di nome Triệu Thị Chinh che organizzò una rivolta contro gli Ngô [Wu].

 La nostra storia [vietnamita] registra che la signora Trieu era una persona del distretto di Nông Cống. I suoi genitori erano morti quando lei era bambina, viveva con il fratello maggiore Trieu Quoc Dat. All'età di 20 anni, mentre viveva con sua cognata che era una donna crudele, lei [Trieu Thi Trinh] uccise sua cognata [la suocera] e andò sulla montagna. Era una persona forte, coraggiosa e intelligente. Sulla montagna radunò un gruppo di 1.000 seguaci. Suo fratello cercò di dissuaderla dalla ribellione, lei gli disse: "Voglio solo cavalcare il vento e camminare sulle onde, uccidere le grandi balene del mare orientale, ripulire le frontiere e salvare la gente dall'annegamento. Perché dovrei imitare altri, chinare il capo, chinarmi ed essere schiava? Perché rassegnarmi agli umili lavori domestici?".
L'anno Mậu Thìn, [248], a causa della crudeltà dei mandarini Ngô [Wu] e della miseria del popolo, Trieu Quoc Dang si ribellò nella prefettura di Cửu Chân. Bà Trieu guidò le sue truppe unendosi alla ribellione di suo fratello; i soldati di Trieu Quoc Dat la resero leader per il suo coraggio. Quando andava in battaglia, di solito indossava tuniche gialle e cavalcava un elefante da guerra. Si autoproclamò Nhụy Kiều Tướng quân ("La Signora Generale vestita con una Veste d'Oro").
L'ispettore Giao Châu Lục Dận inviò truppe per combatterla; lei [Trieu Thi Trinh] era riuscita a respingere le forze Ngô [Wu] per 5 o 6 mesi. A causa della mancanza di truppe e dei combattimenti da sola, lei [Trieu Thi Trinh] non riuscì a combattere una lunga guerra e fu sconfitta. Fuggì nel comune di Bồ Điền (l'attuale comune di Phú Điền, distretto di Mỹ Hóa), quindi si suicidò.

 In seguito il Nam Đế (imperatore del sud) della prima dinastia Lý la lodò come una persona coraggiosa e leale e ordinò [ai suoi seguaci] di costruirle un tempio e le diede il titolo di Bật chính anh hùng tài trinh nhất phu nhân ("Nobilissima, Eroica e Vergine Signora"). Oggi nel comune di Phú Điền, nella provincia di Thanh Hóa, c'è un tempio [per lei].

## Altri resoconti
La prima menzione di Trieu Thi Trinh può essere rinvenuta nel Jiaozhou Ji (交州记), scritto durante la dinastia Jin e raccolto nel Taiping Yulan. Nel libro Vietnamese Tradition on Trial, 1920-1945 scritto da David G. Marr, un docente americano, è narrata la storia di Trieu Thi Trinh come segue: Trieu Thi Trinh era una donna alta 9 piedi (2,7 m) che aveva seni lunghi 3 piedi (0,91 m). Aveva anche una voce che risuonava come la campana di un tempio e poteva mangiare molti becchi di riso e camminare per 500 leghe al giorno. Inoltre Trinh aveva una bellezza capace di scuotere l'animo di qualsiasi uomo. A causa dei ripetuti alterchi, uccise sua cognata e si recò in una foresta nella quale radunò un piccolo esercito con cui attaccò i cinesi. Quando suo fratello cercò di convincerla a ribellarsi, ella gli disse:
Voglio solo cavalcare il vento e camminare sulle onde, uccidere le grandi balene del mare orientale, ripulire le frontiere e salvare le persone dall’annegamento. Perché dovrei imitare gli altri, chinare il capo, chinarmi ed essere schiava? Perché rassegnarmi agli umili lavori domestici?
Dopo aver ascoltato le parole di Trinh, suo fratello decise di unirsi a lei. All'inizio i cinesi sottovalutarono Trinh per il suo essere una comandante donna, ma dopo alcuni scontri la temevano a causa del suo sguardo. Tre secoli dopo, offriva ancora sostegno spirituale agli uomini vietnamiti oppositori dei cinesi. Nel corso dell'XI secolo venne onorata dalla corte Lý con numerosi titoli postumi. Durante la dinastia Lê, il neoconfucianesimo divenne l'ideologia nazionale del Vietnam e molti studiosi cercarono prepotentemente di conformare le pratiche di Trieu Thi Trinh al neoconfucianesimo. Tuttavia, è sopravvissuta a tutte le loro manipolazioni.

## Differenze storiche
La maggior parte delle informazioni disponibili provengono esclusivamente da fonti vietnamite scritte durante o dopo la tarda dinastia Ming. Tuttavia, le Cronache dei Tre Regni (Sanguozhi), un resoconto storico cinese classico, menziona una ribellione in questo periodo nelle comandanti di Jiaozhi (交趾; in vietnamita Giao Chỉ) e Jiuzhen (九真, in vietnamita Cửu Chân):
Nell'undicesimo anno di Chiwu (赤烏) [248] a Jiaozhi (交趾), i ribelli Jiuzhen (九真) attaccarono le città murate provocando un grande tumulto. Lu Yin (陸胤) ricevette il grado di ispettore di Jiaozhou dal sovrano di Wu. Prese le sue truppe ed entrò nel confine meridionale e mandò un messaggio ai ribelli. Utilizzò la sua astuzia per convincerli ad accettare le sue condizioni. [A] Gaoliang (高涼), il comandante Huang Wu (黄吳) con 3.000 famiglie si arrese. Lu Yin ora guidava l'esercito a sud, in quella regione. Annunciò la sua sincerità [agli aborigeni] e distribuì doni. I [rimanenti] 100 leader ribelli e 50.000 famiglie, che erano stati indisciplinati e inavvicinabili, si inchinarono [a Lu Yin]. Così il territorio fu ceduto pacificamente. Immediatamente a Lu Yin fu assegnato il grado di Generale che pacificava il Sud. Ancora una volta fu inviata in una spedizione punitiva contro i ribelli a Cangwu (蒼梧). Li sconfisse rapidamente. Dall'inizio alla fine le truppe militari di Lu Yin ammontavano a 8.000. (Commentari successivi citarono inoltre che Lu Yin aiutò a piantare i raccolti e mantenne nutrita la gente.)

Keith W. Taylor, un professore americano, ha spiegato queste differenze come segue:
I documenti cinesi non menzionano Bà Trieu; ciò che sappiamo su di lei proviene solo da fonti vietnamite. Da ciò è evidente che gli eventi del 248 furono ricordati diversamente dalle due parti. I cinesi registrarono solamente il loro successo nel corrompere alcuni comandanti ribelli con tangenti e promesse. La resistenza guidata da Bà Trieu era per loro semplicemente una sorta di ostinata barbarie, che veniva annientata come una cosa ovvia e senza alcun interesse storico. D'altra parte, i vietnamiti ricordarono la rivolta di Bà Trieu come l'evento più importante dell'epoca. La sua leadership faceva appello a forti istinti popolari. L'immagine tradizionale di lei come comandante straordinaria ma umana, che getta i suoi seni lunghi un metro sulle spalle quando va in battaglia a cavalcioni di un elefante, è stata tramandata di generazione in generazione. Dopo la morte di Bà Trieu, il suo spirito fu adorato dai vietnamiti. Dobbiamo la nostra conoscenza su di lei al fatto che sia stata ricordata dalla gente.

## Eredità culturale
Triệu Thị Trinh è un'eroina molto celebrata e molte strade portano il suo nome nelle città vietnamite (ci sono strade Bà Triệu a Huế, Hanoi, città di Ho Chi Minh e in molte altre città).

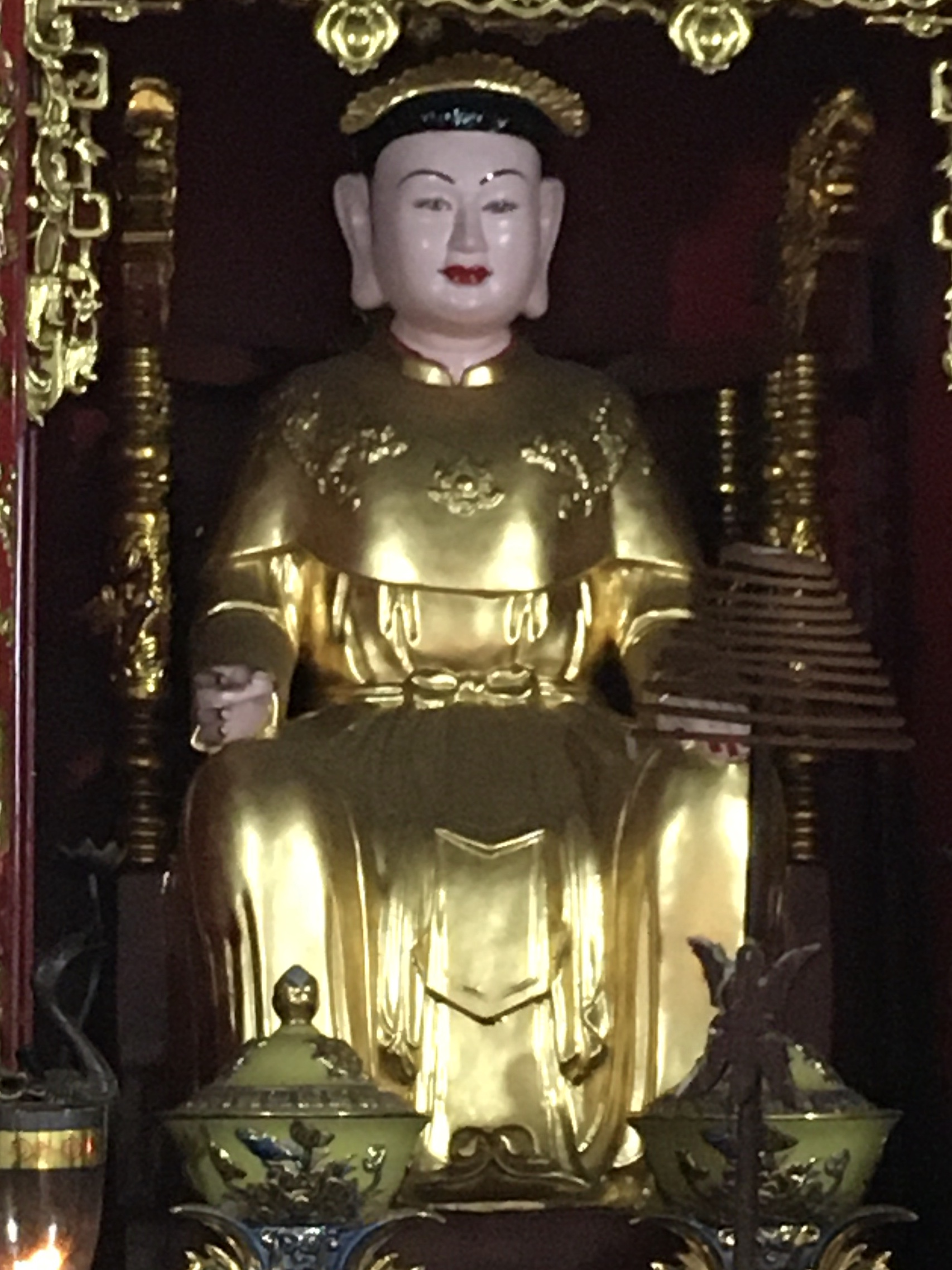
Statua a Nui Nua
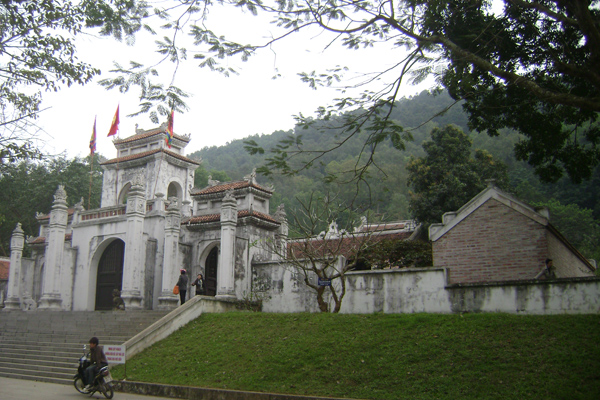
Vista dall'esterno della porta del tempio di Bà Triệu nel distretto di Hậu Lộc, provincia di Thanh Hóa
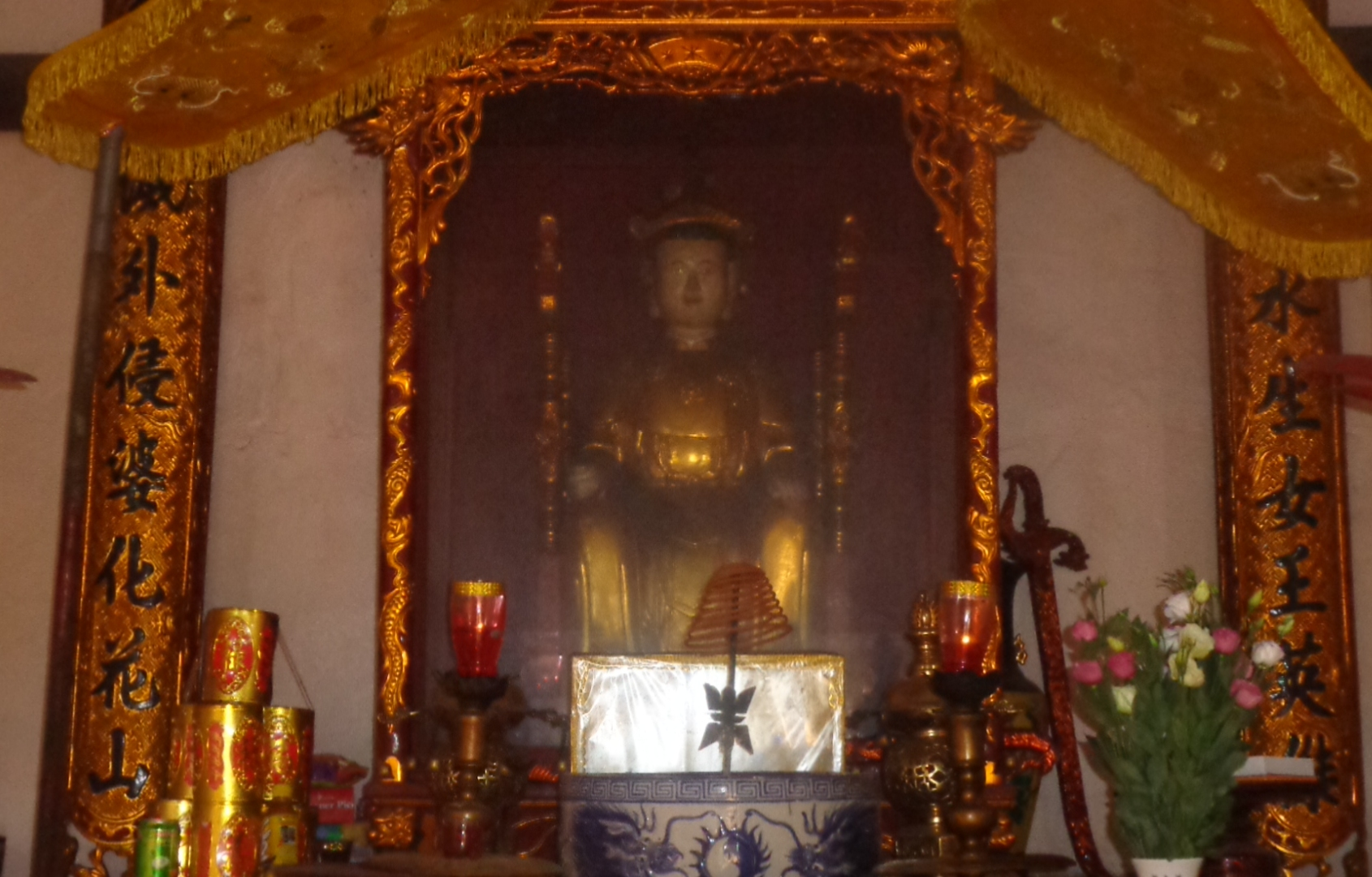
Statua di Bà Triệu all'interno del tempio

### Annotazioni
1. ↑  The use of the name Triệu Thị Chinh is in this book. This is not a spelling mistake. In addition, the word Chinh /ciŋ˧˧/ is pronounced like Trinh /ʈiŋ˧˧/ as [t͡ɕïŋ˧˧] in some Vietnamese dialects (e.g. Hanoi).